# スレイブ・アイランド駅
スレイブ・アイランド駅（英語: Slave Island Railway Station）はスリランカの都市コロンボにある鉄道駅。スレイブ・アイランド地区にあり、コーストラインの通勤列車のみが停車する。

## 歴史
英領セイロン時代の1870年代、セイロン総督ウィリアム・ヘンリー・グレゴリーの時期に建設された。コーストラインは当初ゴール・フェイス・グリーンを通過するように設計されていたが、市民からの要求によってスレイブ・アイランドを通過する方へ路線計画が変更された。路線建設直後に駅の建設も行われた。
1913年には路線で初めて2面のプラットホームを持つ駅となった。

## 駅構造
相対式2面2線のホームを持つ地上駅。
駅舎のアーチ構造などにヴィクトリアン様式を見ることができる。スリランカ鉄道の歴史に関する著者であるシリセーナ・ラージャパクサによると、イギリスの鉄道駅から影響を受けているとされる。

## 立地
ゴール・フェイス・グリーンのすぐ東側にある商業地区スレイブ・アイランドにある。周りにはホテルやショッピングセンターも立地する。

## 駅周辺
- ゴール・フェイス・グリーン
- ゴール・フェイス・ホテル（英語版）
- セイロンコンチネンタルホテル（英語版）

## 隣の駅
スリランカ鉄道
■コーストライン
セクレタリアット・ホールト駅 - スレイブ・アイランド駅 - コッルピティヤ駅